# The Impossible Heir
The Impossible Heir (koreanischer Originaltitel: 로얄로더) ist eine südkoreanische Serie, die von den Produktionsfirmen Slingshot Studio und Neo Entertainment für die Walt Disney Company umgesetzt wurde. In Südkorea fand die Premiere der Serie am 28. Februar 2024 als Original durch Disney+ via Star statt. Im deutschsprachigen Raum erfolgte die Erstveröffentlichung der Serie am selben Tag durch Disney+ via Star.

## Besetzung
| Rolle          | Schauspieler  |
| -------------- | ------------- |
| Han Tae-oh     | Lee Jae-wook  |
| Kang In-ha     | Lee Jun-young |
| Na Hye-won     | Hong Su-zu    |
| Kang Joong-mo  | Choi Jin-ho   |
| Kang Seong-joo | Lee Ji-hoon   |
| Kang Hee-joo   | Choi Hee-jin  |

## Episodenliste
| Nr. | Deutscher Titel | Originaltitel | Erstveröffentlichung (Südkorea) | Deutschsprachige Erstveröffentlichung (D/A/CH) |
| --- | --------------- | ------------- | ------------------------------- | ---------------------------------------------- |
| 1   | Schicksal       | 운명          | 28. Feb. 2024                   | 28. Feb. 2024                                  |
| 2   | Anfang          | Beginning     | 28. Feb. 2024                   | 28. Feb. 2024                                  |
| 3   | Begierden       | 욕망자들      | 6. März 2024                    | 6. März 2024                                   |
| 4   | Nervenkitzel    | 전율          | 6. März 2024                    | 6. März 2024                                   |
| 5   | Monster         | 괴물          | 13. März 2024                   | 13. März 2024                                  |
| 6   | Schwäche        | 약점          | 13. März 2024                   | 13. März 2024                                  |
| 7   | Realität        | 현실          | 20. März 2024                   | 20. März 2024                                  |
| 8   | Schrei          | 절규          | 20. März 2024                   | 20. März 2024                                  |
| 9   | Wahrheit        | 진실          | 27. März 2024                   | 27. März 2024                                  |
| 10  | Auslöser        | Trigger       | 27. März 2024                   | 27. März 2024                                  |
| 11  | Bosheit         | 악의(惡意)    | 3. Apr. 2024                    | 3. Apr. 2024                                   |
| 12  | Wahl            | 선택          | 3. Apr. 2024                    | 3. Apr. 2024                                   |